# Киприан Жоховский
Киприан Жоховский герба Бродзиц (пол. Cyprian Żochowski herbu Brodzic; 1635 — 26 октября 1693, Супрасль) — униатский митрополит Киевский, Галицкий и всея Руси, архиепископ Полоцкий, доктор богословия.

## Биография
Киприан Жоховский родился в 1635 году на Полоцкой земле. Учился в Риме. В 1665 году стал архимандритом Дерманского монастыря. С 1671 года епископ Витебский и Мстиславский, коадъютор Киевской митрополии. В 1674 году стал Полоцким епископом и митрополитом Киевским, возглавив Грекокатолическую церковь Речи Посполитой. Основал типографию в Супрасле, издавшую богослужебную и духовную литературу на западнорусском языке.
Добился от короля Яна Собеского утверждения всех привилегий Униатской Церкви, полагавшихся ей по условиям Брестской унии. В 1674 году к унии тайно присоединился православный епископ Иосиф Шумлянский, в 1679 году за ним последовал Иннокентий Винницкий. 
В 1680 году митрополит Киприан организовал Люблинский собор, целью которого было примирить православных и униатов Речи Посполитой. Однако съезд был закрыт королём вскоре после начала работы. Жоховский является создателем специальной службы униатскому святому Иосафату Кунцевичу, которому он также посвятил несколько своих проповедей.
В 1691 году Киприан Жоховский издал новый униатский служебник. Умер 26 октября 1693 года в Супрасле, похоронен в Полоцке.

## Труды
- Colloquium Lubelskie
- Kazania okazjonalne